# Gulf United Football Club
Il Gulf United Football Club,(in arabo: نادي جلف يونايتد لكرة القدم) è una squadra professionista degli Emirati Arabi Uniti, nata da un'accademia di calcio con sede nel quartiere di Al Jaddaf di Dubai. Nella stagione 2023-2024 militerà nella UAE Division 1.
I colori sociali del club sono il rosso, il blu ed il bianco. La squadra gioca, momentaneamente, le sue partite casalinghe presso lo Stadio Dubai Club di Dubai che può contenere fino a 6.000 spettatori.
Il team possiede anche una squadra riverse il Gulf United Football Club B che attualmente milita nella UAE Third Division.

## Storia
Nel 2019 un gruppo di allenatori di calcio provenienti da Manchester fondarono la Gulf United Accademy nel quartiere di Al Jaddaf di Dubai.L'accademia possiede un sistema di squadre per ragazzi dai sette fino ai ventitre anni, oltre a possedere un club professionistico.
All'inizio della stagione 2021-2022, il Gulf United è entrato nella UAE Third Division League, una lega che permette a club privati ed accademie di accedere al sistema calcistico degli emirati. Poco dopo venne annunciato come allenatore della nuova squadra il gallese Neil Taylor, ex giocatore della nazionale di calcio del Galles e di Swansea City e Aston Villa
La stagione 2021-2022 della UAE Third Division League è stata strutturata in due gruppi, in cui il vincitore di ciascun gruppo avrebbe affrontato il secondo classificato dell'altro gruppo in uno spareggio per la promozione. Il Gulf United è rimasto imbattuto nella fase a gironi concludendo al primo posto il Gruppo A. Le Aquile hanno quindi affrontato l'Al-Nojoom nelle semifinali; dopo la sconfitta l'andata 1-0, la squadra ha ribaltato il risultato vincendo la gara di ritorno 2-0, assicurandosi ufficialmente la promozione nella UAE Second Division. Il Gulf United ha poi affrontato i vincitori del Gruppo B, il Fleetwood Town, nella finalissima per incoronare i campioni della Terza Divisione. La partita per il titolo vide le Aquile imporsi per 3-1 nella finale della stagione inaugurale, con due gol di Cédrick Nana e uno di Bonet Bobai, dichiarando la squadra campione della UAE Third Division 2021-22.
La stagione 2022-23 è stata la prima del club nella UAE Second Division. La squadra è stata rafforzata con acquisti come Devonte Redmond, Soheil Varahram e Max Johnstone nel mercato estivo e con ulteriori acquisti nella finestra di mercato invernale, come l'ex giocatore del Real Madrid Castilla Mink Peeters e l'ex attaccante di Celtic e Norwich City Gary Hooper.
Dopo aver pareggiato la prima partita, il Gulf United ha vinto 5 partite di fila, entrando nel periodo natalizio in testa alla classifica. La squadra si è mantenuta nella parte alta della classifica fino al termine della stagione quando lo United è stato incoronato campione della UAE Second Division 2022-23, ottenendo una prima storica promozione in UAE First Division. Grazie a questo risultato il Gulf United è diventata la prima squadra ad ottenere due promozioni consecutive nella storia del calcio degli Emirati Arabi Uniti.

## Partnership
Nel settembre 2021, il Gulf United ha firmato un accordo di collaborazione con Adidas, diventando la prima accademia di calcio con base in Medio Oriente a collaborare con questo marchio. Nel novembre 2021, le Aquile hanno costruito il primo campo da calcio galleggiante della regione in occasione dell'evento #NoFilterDXB tenutosi nel porto di Dubai. L'evento ha attirato un'attenzione regionale ed globale dopo essere apparso in un video del gruppo inglese di youtuber dei Sideman.

## Media
Durante la stagione 2021-2022, la squadra ha realizzato una serie su Youtube, intitolata We are Gulf United, seguendo le avventure della squadra nella stagione del debutto in UAE Third Division. Il primo episodio è stato pubblicato il 1º aprile 2022, in totale la serie che ha raccolto oltre 2.000.000 di visualizzazioni su Youtube; il solo ultimo episodio della serie, in cui la squadra raggiunge la promozione in UAE Second Division,  ha raggiunto oltre 1.800.000 visualizzazioni.

## Palmarès

### Competizioni nazionali
- UAE Second Division League: 1

2022–2023
- UAE Third Division League: 1

2021–2022

## Squadra Attuale
Ultimo aggiornamento 14 novembre 2023.
| N. |                                | Ruolo | Calciatore             |
| -- | ------------------------------ | ----- | ---------------------- |
| 1  | Pakistan (bandiera)            | P     | Inayatullah Nawaz      |
| 4  | Nuova Zelanda (bandiera)       | D     | James Bulkely          |
| 5  | Inghilterra (bandiera)         | D     | Jack Shiels (capitano) |
| 6  | Ghana (bandiera)               | C     | Kofi Kissi             |
| 7  | Emirati Arabi Uniti (bandiera) | C     | Saif Al-Romaithi       |
| 8  | Inghilterra (bandiera)         | C     | Miles Fenton           |
| 9  | Libano (bandiera)              | C     | Alaa Mezher            |
| 10 | Algeria (bandiera)             | C     | Saphir Taïder          |
| 11 | Camerun (bandiera)             | C     | Cédrick Nana           |
| 12 | Trinidad e Tobago (bandiera)   | D     | Ali Kazim Nakhid       |
| 15 | Australia (bandiera)           | P     | Bayden D'Amico         |
| 16 | Mauritius (bandiera)           | D     | Chase Basse            |
| 18 | Emirati Arabi Uniti (bandiera) | C     | Rashed Oyoun           |
| 19 | Stati Uniti (bandiera)         | C     | Ramzi Shaheen          |
| 20 | Costa d'Avorio (bandiera)      | C     | Beni Amangoua          |

| N. |                                | Ruolo | Calciatore         |
| -- | ------------------------------ | ----- | ------------------ |
| 22 | Canada (bandiera)              | C     | Keito Lipovschek   |
| 24 | Emirati Arabi Uniti (bandiera) | C     | Omran Hussain      |
| 25 | Nigeria (bandiera)             | A     | Miracle Nwoagu     |
| 26 | Sudan (bandiera)               | P     | Mohammed Osman     |
| 29 | Egitto (bandiera)              | A     | Moatasem Yassin    |
| 30 | Sudan (bandiera)               | A     | Abdalla Mahdi      |
| 33 | Montserrat (bandiera)          | C     | Kaleem Simon       |
| 34 | India (bandiera)               | D     | Ayaan Shabbir      |
| 53 | Italia (bandiera)              | D     | Gabriel Santini    |
| 70 | Kenya (bandiera)               | D     | Haroon Rashid      |
| 74 | Mozambico (bandiera)           | A     | Momede Ferreira    |
| 77 | RD del Congo (bandiera)        | A     | Christian Benkanga |
| 93 | Scozia (bandiera)              | D     | Shay Lorcan Boyle  |
| 94 | Emirati Arabi Uniti (bandiera) | D     | Mohammed Al Ali    |
| 96 | Emirati Arabi Uniti (bandiera) | A     | Khamis Nasser      |
|    | Sudafrica (bandiera)           | A     | Lars Veldwijk      |